# Pávafalva
Pávafalva (Păunești) település Romániában, Moldvában, Vrancea megyében.

## Fekvése
A 205H út mellett, Domnești Târg mellett fekvő település.

## Népessége
A 2002 évi népszámláláskor 6724 lakosából 6723 román, 1 magyar volt. Ebből 6589 ortodox, 11 római katolikus, 1 református, 1 evangélikus, 1 görögkatolikus, a többi egyéb volt.

## Nevezetességei
A falu főterén 30 gémeskút található, amelyek a helybeliek szerint kétszáz éves múlttal rendelkeznek. A hagyomány szerint egy-egy haláleset után negyven nappal a családtagoknak meg kellett tisztítaniuk egy kutat vagy újat kellett létesíteniük. Az egyes kutak az építtetők nevét viselik. 2017-ben a kutak többsége használatban volt, annak ellenére, hogy a faluban van vezetékes víz. 2020-ban a Vrancea megyei műemlékvédelmi igazgatóság elindította a kutak műemlékké nyilvánítási eljárását.